# منى نور الدين
سعدية الوسلاتي و المعرف بإسم منى نور الدين (23 يناير 1937 -)، ممثلة سينمائية ومسرحية تونسية، وأحد أشهر وجوه السينما التونسية حيث لقبواها بسيدة الشاشة الاول. مثلت دور «دوجة» في مسرحية «الماريشال».  مسلسل نسيبتي العزيزة.و أهم ادورها دور فضيلة في مسلسل شوفلي حل. آخر أعمالها مسلسل الفتنة على قناة الحوار التونسي رمضان 2025 

## نبذة
بدأت في سن مبكر المشاركة في السينما التونسية وتقمصت أدوارا مهمة في ذلك الوقت حيث أن لم يكن للسينما وجود قوي إضافة إلى العدد المتواضع من الممثلين، فكانت منى نور الدين أحد أشهر وجوه السينما التونسية.

## الحياة الشخصية
تزوجت من نور الدين القصباوي.

## أعمالها
تخرّجت من مدرسة ترشيح المعلّمين، ثم إلتحقت بمركز الفن الدرامي بالعمران الذي أسّسه حسن الزمرلي، ليتمّ ضمّها مباشرة بفرقة مدينة تونس أين عرفت أوجَ عطاءاتها المسرحيّة خاصة في زمن إدارة علي بن عيّاد للفرقة، فأبدعت في "عطشان يا صبايا" و "يارما" و "شكسبيريات" و "الماريشال" وغيرها من المسرحيات التي بقيت في الذاكرة الشعبيّة والنّخبويّة للمسرح التونسي.

### المسلسلات
- 1988: إبحث معنا : عزيزة (في حلقة "الهفهوف")
- 1992: ليام كيف الريح : جليلة
- 1994: أمواج : فاطمة
- 1994: غادة : (ضيفة شرف)
- 1995: حبوني و تدللت : حبيبة
- 1995: أيام عادية : وحيدة
- 1997-1996: الخطاب على الباب (المواسم 1-2) : منّانة
- 1997: باب الخوخة : دُوجة
- 1997: تاج من شوك (مسلسل سوري) : الملكة الأم _ ضيفة شرف
- 1999: عنبر الليل : مَنُّوبيّة
- 2000: عسل ودِفْلة:
- 2001: منامة عروسية : عْروسيّة
- 2002: قمرة سيدي محروس : مامِيّة
- 2003: خطى فوق السحاب : خديجة
- 2009-2008-2007-2006-2005: شوفلي حل(المواسم1-2-3-4-5-6) : فضيلة
- 2005: شرع الحب : صلّوحة
- 2018-2017-2016-2015-2014-2013-2011-2010: نسيبتي العزيزة (المواسم1-2-3-4-5-6-7-8) : فاطمة(فْطِيمة)
- 2012: دار الوزير : فريدة
- 2015: ليلة الشك : فاطمة (فَطُّومْ)
- 2019: دار نانا : جَوِيدة
- 2022: حرقة (الموسم 2) : زينة
- 2022: حب ملوك:
- 2025: الفتنة

### المسرحيات
- ليلة من ألف ليلة وليلة
- كاليغولا
- عبد الرحمان الناصر
- صقر قريش
- بيت برناردا ألبا
- القْلاع الممبَّرْ
- الحلاج
- شكسبيريات
- 1956: تاجر البندقية
- 1956: الغيرة تِذهِب الشّيرة
- 1959: هاملت
- 1960: مجنون ليلى
- 1964: أهل الكهف
- 1966: يارما
- 1966: مراد الثالث
- 1967 --> 1986: الماريشال
- 1971: ثمانية نساء
- 1975: عطشان يا صبايا
- 1988: دام الفرح
- 2006-2005: الماريشال 2
- 2015: ظلموني حبايبي

### الأفلام
- ريح الأقدار
- 1972: وغدًا
- 1972: في بلاد الطَّرَرَنّي
- 1974: رسائل من سجنان
- 1975: فاطمة 75
- 1976: الشبكة رايحة وين (فيلم جزائري)
- 1978: رجل بمعنى الكلمة (فيلم مصري)
- 1979: عزيزة
- 1979: صراع
- 1982: ظل الأرض
- 1982: معزوفة المطر (فيلم ليبي)
- 1986: ريح السد
- 1986: صبرة والوحوش
- 1988: السّاميّة
- 1989: مجنون ليلى
- 1990: رقية
- 1992: يا سلطان المدينة
- 1996: عسل ورماد
- 1997: كسوة (الخيط الضائع)
- 2000: موسم الرجال
- 2015: شبابك الجنة
- 2018: في عينيّا

## جوائز
كرمت منى نور الدين من بلدان كثيرة[بحاجة لمصدر]:
- تونس
- مصر
- المغرب
- الجزائر
- سوريا

## روابط خارجية
- منى نور الدين على موقع IMDb (الإنجليزية)
- منى نور الدين على موقع روتن توميتوز (الإنجليزية)
- منى نور الدين على موقع قاعدة بيانات الأفلام العربية
- منى نور الدين على موقع ألو سيني (الفرنسية)
- منى نور الدين على موقع أول موفي (الإنجليزية)
- منى نور الدين على موقع قاعدة بيانات الأفلام السويدية (السويدية)
- منى نور الدين على موقع قاعدة بيانات الفيلم (الإنجليزية)
- منى نور الدين على موقع كينوبويسك (الروسية)

## مواضيع ذات صلة
- نسيبتي العزيزة
- جميل الجودي
- المسرح الوطني التونسي